# نیروی هوایی دوازدهم
نیروی هوایی دوازدهم (انگلیسی: Twelfth Air Force) نیروی هوایی شماره‌دار نیروی هوایی ایالات متحده آمریکا و تحت امر فرماندهی نبرد هوایی است، که ستاد مرکزی آن در پایگاه نیروی هوایی دیویس–مونتهن، در ایالت آریزونا قرار دارد.
این نیرو، بخش هوایی فرماندهی جنوبی ایالات متحده آمریکا است که همکاری‌های امنیتی را انجام می‌دهد و قابلیت‌های هوایی، فضایی و فضای مجازی را در سراسر آمریکای لاتین و کارائیب فراهم می‌کند.
نیروی هوایی دوازدهم در ۲۰ اوت ۱۹۴۲ در بولینگ فیلد، ناحیه کلمبیا تأسیس شد و یک نیروی هوایی رزمی نیروی هوایی ارتش ایالات متحده بود که به جبهه مدیترانه جنگ جهانی دوم اعزام شد. این نیرو در عملیات‌هایی در شمال آفریقا، مدیترانه و اروپای غربی مشارکت داشت. در طول جنگ سرد، نیروی هوایی دوازدهم یکی از نیروهای هوایی شماره‌گذاری شده‌ نیروهای هوایی ایالات متحده آمریکا در اروپا و آفریقا و بعداً فرماندهی هوایی تاکتیکی بود که واحدهای آن در عملیات‌های جنگی در طول جنگ ویتنام و نیز جنگ خلیج فارس مشارکت داشتند. در نتیجه جنگ علیه تروریسم، اکثر واحدهای نیروی هوایی دوازدهم در منطقه تحت مسئولیت فرماندهی مرکزی ایالات متحده فعالیت داشته‌اند.
از سال ۱۹۸۷، نیروی هوایی دوازدهم (نیروی هوایی جنوبی) واحدهای محوله از فرماندهی رزم هوایی را آموزش، تجهیز و آماده می‌کند، همچنین به‌عنوان بخش هوا و فضا برای فرماندهی جنوبی ایالات متحده فعالیت می‌کند.